# Ruta de Illinois 93
La Ruta de Illinois 93, y abreviada IL 93 (en inglés: Illinois Route 93) es una carretera estatal estadounidense ubicada en el estado de Illinois. La carretera inicia en el oeste desde la IL 91     en Elmira hacia el este en la IL 40     en Bradford. La carretera tiene una longitud de 15,4 km (9.60 mi).

## Mantenimiento
Al igual que las autopistas interestatales, y las rutas federales y el resto de carreteras estatales, la Ruta de Illinois 93 es administrada y mantenida por el Departamento de Transporte de Illinois por sus siglas en inglés IDOT.